# اولپه (ناحیه)
اولپه (به آلمانی: Kreis Olpe) یک ناحیه در آلمان است که در آرنسبرگ واقع شده‌است. اولپه  ۱۴۰٬۱۸۷ نفر جمعیت دارد.

## شهرک‌ها و شهرداری‌ها

شهرک‌ها and municipalities in Kreis Olpe

| شهرک‌ها                                             | شهرداری‌ها                       |
| -------------------------------------------------- | ------------------------------- |
| 1. آتندورم 2. درولزهاگن 3. لنه‌اشتات 4. الپه، آلمان | 1. فیننتروپ 2. کیرشوندم 3. وندن |